# Útěchovice
Útěchovice település Csehországban, a Pelhřimovi járásban. Útěchovice Útěchovičky, Červená Řečice, Pelhřimov, Hořepník és Bořetice településekkel határos. Lakosainak száma 61 fő (2024. január 1.).

## Népesség
A település lakosságának változását az alábbi diagram mutatja:
| Lakosok száma | 272  | 311  | 290  | 158  | 101  | 85   | 69   | 65   | 58   | 61   |
|               | 1869 | 1890 | 1921 | 1950 | 1980 | 2001 | 2017 | 2019 | 2022 | 2024 |